# Zekelita transcaspica
Zekelita transcaspica är en fjärilsart som beskrevs av Brandt 1941. Zekelita transcaspica ingår i släktet Zekelita och familjen nattflyn. Inga underarter finns listade i Catalogue of Life.